# Huppichteroth
Huppichteroth ist ein Ortsteil in der Gemeinde Nümbrecht in Nordrhein-Westfalen.

## Lage
Der Ort liegt in Luftlinie rund 1,5 km nordwestlich vom Ortszentrum von Nümbrecht entfernt nördlich von Schloss Homburg im Homburger Ländchen am Nordhang des Bröltales.

## Geschichte

### Erstnennung
1447 wurde der Ort das erste Mal urkundlich erwähnt und zwar „Rechnung des Rentmeisters Joh. van Flamersfelt“ Schreibweise der Erstnennung: Huprechterode (dort wo Huprecht [Hubert] gerodet hat)
Huppichteroth feierte im Jahre 2002 sein 555-jähriges Bestehen mit einem Themendorffest, bei welchem viele Dorfbewohner in historischen Gewändern auftraten.

## Wirtschaft und Industrie
Huppichteroth ist landwirtschaftlich geprägt. Im Ort sind einige kleine Handwerksbetriebe ansässig.

## Freizeit
Durch Huppichteroth führt der Naturerlebnispfad Schloss Homburg der Biologischen Station Oberberg mit Schautafeln und anderen Attraktionen.

### Vereine
Die meisten Bewohner Huppichteroths haben sich im Gemeinnützigen Verein Huppichteroth organisiert, welcher ein Dorfhaus mit nebenstehendem kleinen Backes unterhält. Im Dorfhaus finden verschiedene Veranstaltungen des Vereins und der Kirchen statt. Für Familienfeiern kann das Dorfhaus, das über einen kleinen Saal und eine Schanktheke mit allem Zubehör verfügt, angemietet werden. Der Verein organisiert darüber hinaus jedes Jahr ein Themendorffest, eine Altenfeier oder Altenfahrt, sowie einen Wandertag.
Das Osterfeuer startet und das Martinssingen beendet den jährlichen  Veranstaltungsreigen.
Ein weiterer Verein besteht mit den Treckerfreunden.

## Busverbindungen
Nümbrecht gehört zum Verkehrsverbund Rhein-Sieg, auch der Bürgerbus ist beteiligt.

### Bürgerbus
Haltestelle des Bürgerbusses der Gemeinde Nümbrecht.
- Homburg-Bröl-Heddinghausen-Göpringhausen (Montags-Mittwochs-Freitags)
- Homburg-Bröl-Nümbrecht/Busbahnhof

### Linienbus
Haltestelle: Huppichteroth-Waldstr.:
- 302 Waldbröl – Gummersbach (OVAG, Werktagsverkehr, bedingter Samstagsverkehr)
- 312 Waldbröl – Nümbrecht (OVAG, Werktagsverkehr, bedingter Samstagsverkehr)